# Kanembu
Kanembu är en folkgrupp som lever  vid norra delen av Tchadsjön i västra Tchad. De är över 700 000 och livnär sig på jordbruk, handel, fiske och boskap. Kanembu är muslimer och talar ett nilo-sahariskt språk.
Under 800-talet till 1200-talet  dominerade Kanembu det historiska Kanem-Bornuriket. Kanembu är nära besläktade med kanurifolket.